# Freiberger Eisenbahn

Historisches Logo der FEG

Die Freiberger Eisenbahngesellschaft mbH ist ein Eisenbahnverkehrsunternehmen mit Sitz in Freiberg, Sachsen. Gesellschafter sind die Transdev Verkehr GmbH, die REGIOBUS Mittelsachsen GmbH und vier weitere im regionalen Linienverkehr aktive Busunternehmen.

## Geschichte

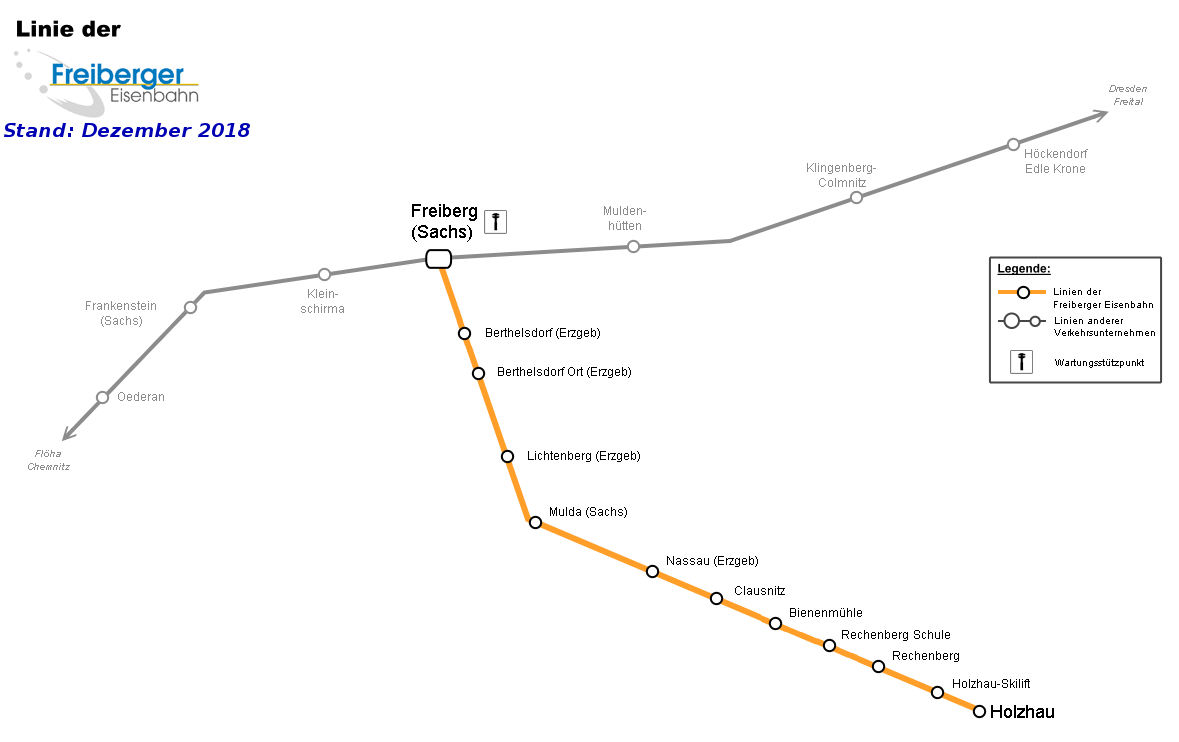
Linie der Freiberger Eisenbahn

Die Freiberger Eisenbahngesellschaft wurde am 7. Juni 2000 gegründet. Die Züge der FEG befahren seit 25. November 2000 im Auftrag des Zweckverbands Verkehrsverbund Mittelsachsen die rund 31 km lange „Freiberger Muldentalbahn“ (Teil der Bahnstrecke Nossen–Moldava v Krušných horách) im Tal der Freiberger Mulde. Die Strecke führt vom Bahnhof Freiberg (Sachs) an der Bahnstrecke Dresden–Werdau nach Holzhau im Osterzgebirge.
Die Züge der FEG verkehren auf der Linie RB 83 zwischen Freiberg und Holzhau stündlich, an Wochenend- und Feiertagen entfällt jedoch eine Fahrt am Abend. Auch in den sächsischen Schulferien gilt der normale Fahrplan. Wochentags verkehren die Züge von 04:40 Uhr bis 21:15 Uhr im Stundentakt. Am Wochenende und zu Feiertagen startet der erste Zug 06:40 Uhr und der letzte Zug ist wieder 21:15 Uhr in Freiberg. Im Jahr 2024 wurde damit der Fahrplan erweitert, indem die verkürzten Fahrtzeiten in den Ferien abgeschafft wurden. Außerdem ist seit dem 15. Dezember 2024 keine Taktlücke wochentags mehr vorhanden und die Fahrten am Wochenende wurden erweitert.
Bis zum Winter 2006/07 wurden von der City-Bahn Chemnitz gemeinsam mit der Freiberger Eisenbahn Wintersportzüge von Chemnitz nach Holzhau angeboten. Dieses Angebot gibt es mangels Nachfrage seit dem Winter 2007/08 nicht mehr.
Die FEG erhält erneut den Zuschlag für die RB 83 zwischen Freiberg und Holzhau von Juni 2024 bis Dezember 2036, sodass der Betrieb für weitere 12,5 Jahre gesichert ist.
Die Freiberger Eisenbahngesellschaft mbH ist Mitglied im Tarifverband der Bundeseigenen und Nichtbundeseigenen Eisenbahnen in Deutschland.

## Fahrzeuge

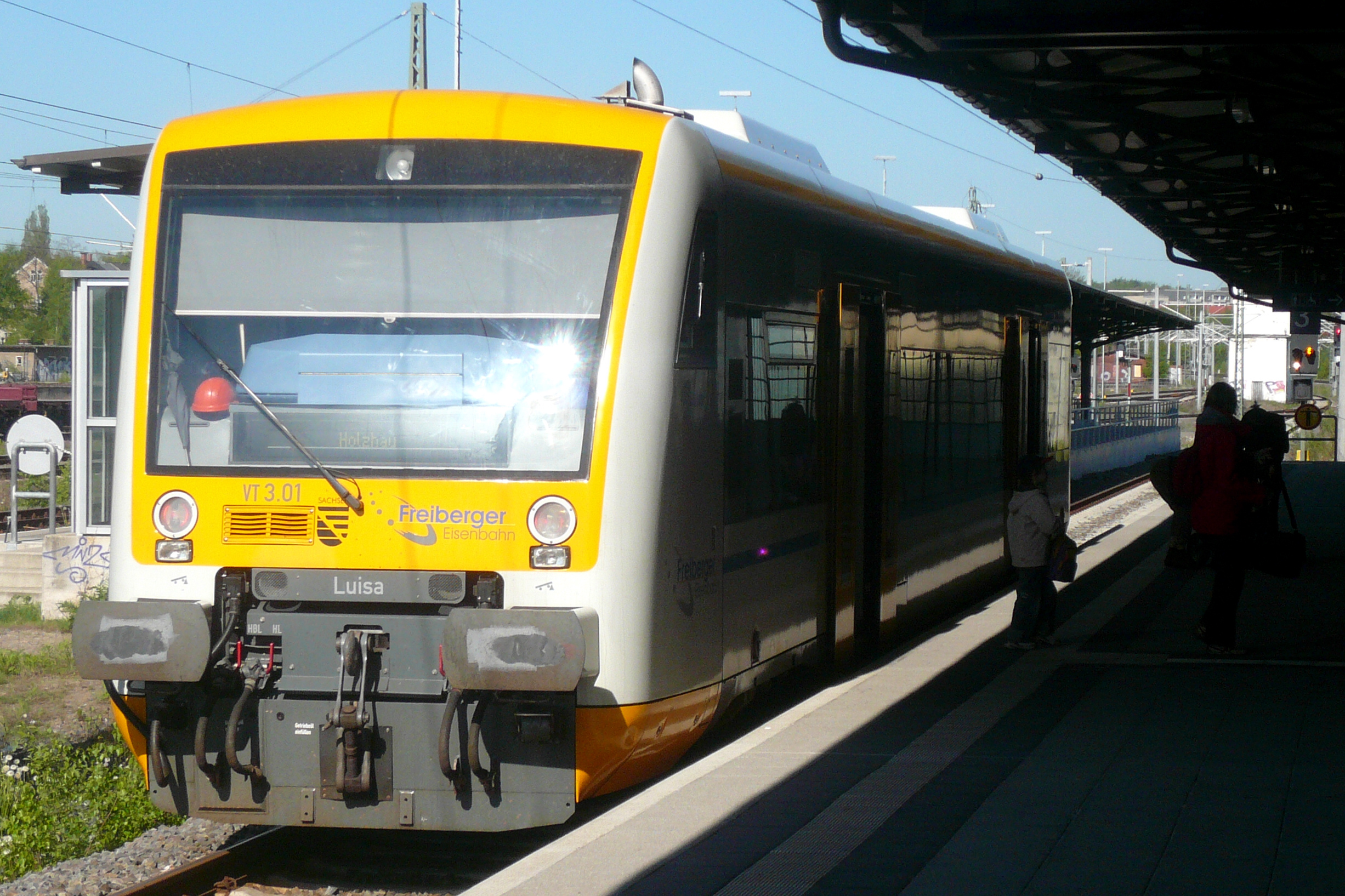
VT 3.01 (2008)

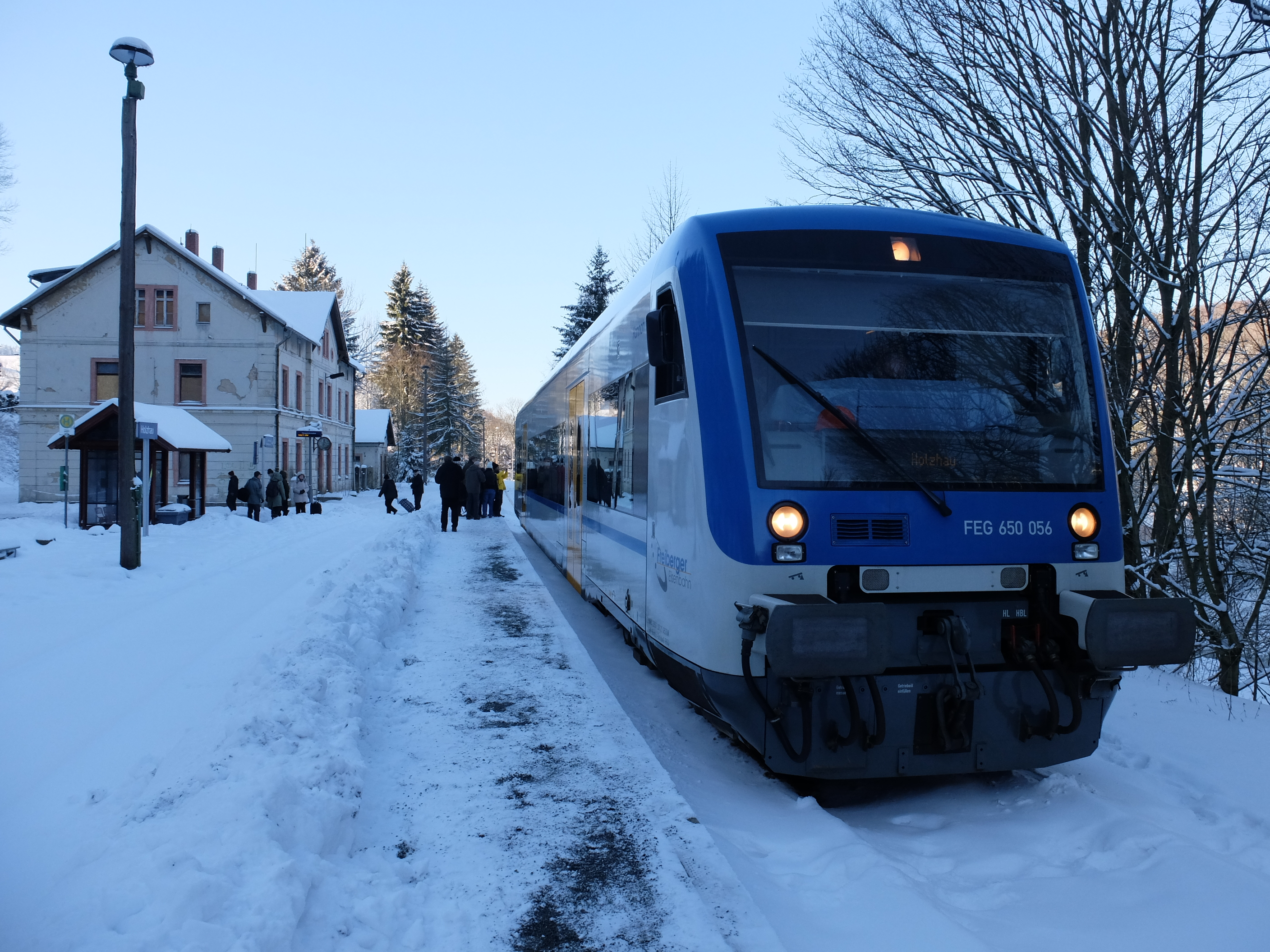
650 056 nach Redesign (2016)

Die FEG erwarb 2000 drei Dieseltriebwagen des Typs Regioshuttle RS1 von Adtranz, mit denen sie bis heute den gesamten Verkehr abwickelt. Die Fahrzeuge sind im Corporate Design der FEG lichtgrau, verkehrsblau und melonengelb lackiert. Ab 2008 erhielten sie eine neue veränderte Farbgebung und Fahrausweisautomaten. Außerdem befinden sich Mehrzweckabteile für Fahrräder, Rollstühle oder Kinderwagen im Inneren, die im Winter mit einer speziellen Skihalterung ausgerüstet werden, für den sicheren Transport der Skiausrüstung zum Beispiel in das Skigebiet Holzhau.